# Disconnected
«Disconected» es una canción de la banda inglesa Keane, de su cuarto álbum de estudio Strangeland. Fue lanzada como segundo sencillo del álbum el 27 de abril de 2012.

## Vídeo Musical
El vídeo fue dirigido por el director español Juan Antonio Bayona junto con Sergio G. Sánchez, El vídeo fue filmado en una casona en la ciudad de Barcelona. El video tiene una trama surreal y de suspenso, trata de una película en italiano de los años setenta que trata dos amantes que se han desprendido de uno al otro y, finalmente, sobre las preguntas de la noción de la realidad y la mortalidad. Los amantes están interpretados por los actores españoles Félix Gómez y Leticia Dolera.
En octubre de 2012, el video fue premiado por la Revista Q del Reino Unido como el Mejor Video del Año.